# Vaporizador
Vaporizador é um dispositivo elétrico próprio para produzir vapor extraído de líquidos, extratos vegetais ou ervas secas. Os vaporizadores possuem inúmeras aplicações.

## Significado e uso
Um vaporizador é um aparelho que aquece a substância (juice ou ervas) a uma alta temperatura para que elas liberem seus componentes ativos, produzindo vapor. O vaporizador é um aparelho eletrônico. à base de uma bateria recarregável.
O uso de vaporizadores está crescendo em popularidade, tanto para os não fumantes que ingressam direto no mundo dos vape, como os fumantes/ex-fumantes que buscam uma forma mais segura e menos prejudicial a saúde.

Dar os primeiros passos na vaporização pode ser complicado, já que existem tantos tipos diferentes de vaporizadores no mercado, e muitas maneiras de aproveitar o vapor. No guia abaixo, daremos alguns conselhos e recomendações para escolher o seu vaporizador de mais facilmente.

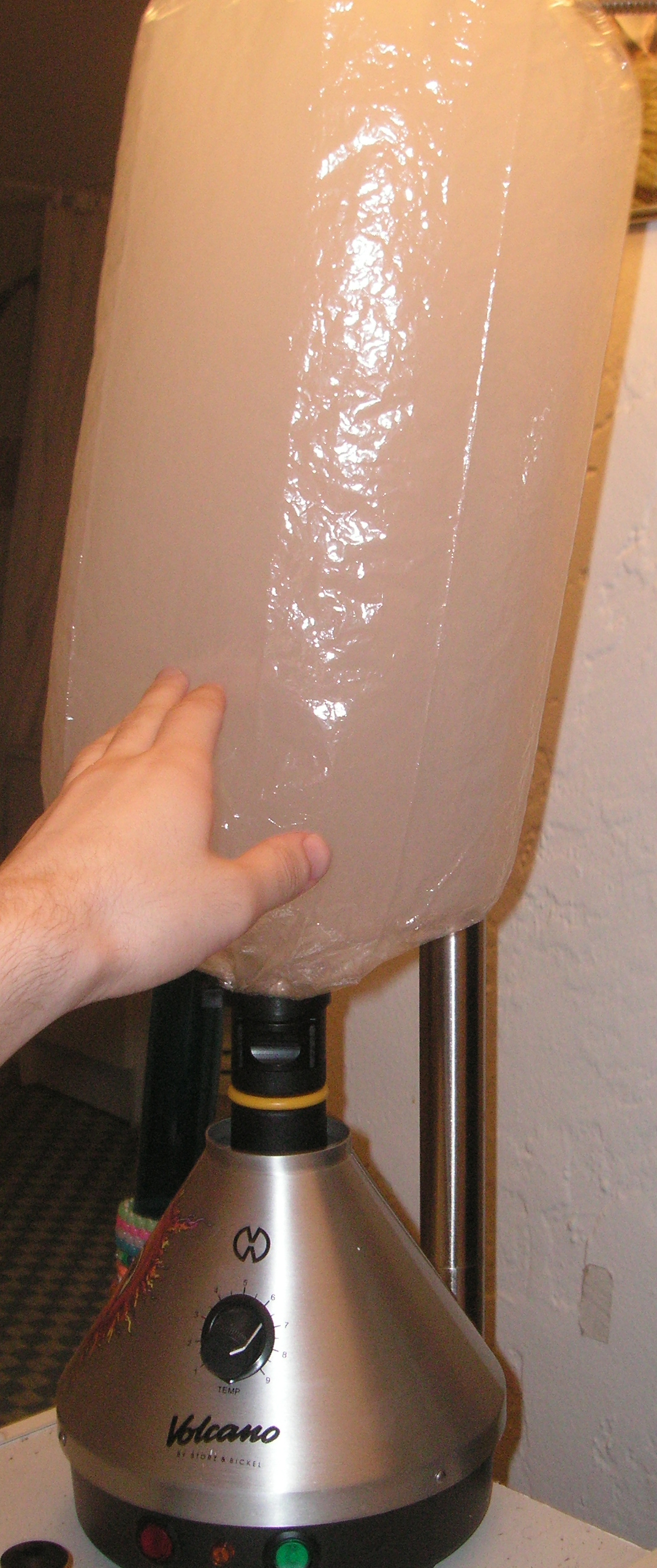
Um vaporizador da marca Volcano.

## Aplicações
Utilizado para inalar os ingredientes activos do material vegetal; normalmente cannabis, tabaco, tomilho, ou qualquer uma das outras muitas ervas ou misturas. A vaporização é uma alternativa para fumar. Em vez de queimar a erva, que produz tóxico, cancerígeno e outros subprodutos, um vaporizador aquece o material em um vácuo parcial, para que os compostos activos contidos na planta fervam em um vapor.
Com pouca ou nenhuma fumaça produzida, menos materiais são necessários para atingir um determinado nível de efeito, os efeitos nocivos do tabagismo são reduzidos, juntamente com o fumo em segunda mão, usando um vaporizador.

## Tabela das temperaturas da vaporização
| Nome comum da planta | Nome científico        | Temperatura             |
| -------------------- | ---------------------- | ----------------------- |
| Aloé                 | Aloe Vera              | 183 °C (362 °F)         |
| Eucalipto            | Eucalyptus globulus    | 130 °C (266 °F)         |
| Lúpulo               | Humulus lupulus        | 154 °C (309 °F)         |
| Camomila             | Chamomilla recutita    | 190 °C (374 °F)         |
| Cravo-da-índia       | Syzygium aromaticum    | 123 °C (254 °F)         |
| Gingko Biloba        | Ginkgo Biloba          | 140 °C(285 °F)          |
| Lavanda              | Lavandula angustifolia | 130 °C (266 °F)         |
| Erva-cidreira        | Melissa officinalis    | 142 °C (288 °F)         |
| Sálvia               | Salvia officinalis     | 190 °C (374 °F)         |
| Tomilho              | Thymus vulgaris        | 190 °C (374 °F)         |
| Cannabis             | Cannabis sativa        | 177-200 °C (352-392 °F) |
| Tabaco               | Nicotiana tabacum      | 140-200 °C (284-392 °F) |